# Wagon kieszeniowy

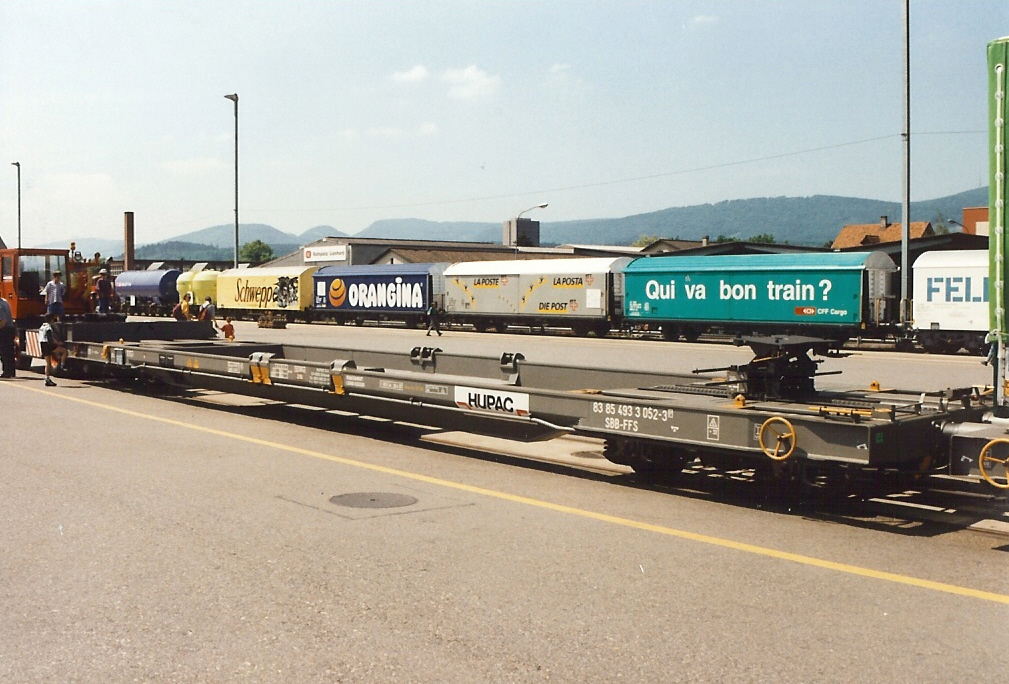
Wagon kieszeniowy

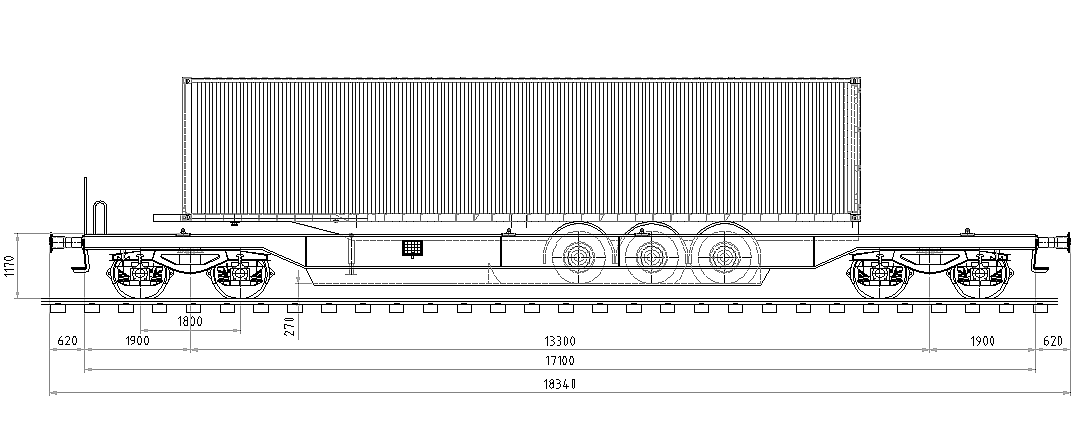

Wagon kieszeniowy – wagon z kieszeniami w podłodze, w których umieszcza się tylko osie naczepy z kołami, a skrzynia ładunkowa jest z przodu oparta o wspornik. 
Jest to najpopularniejszy w Europie typ wagonu do przewozu pojedynczych naczep, z tym, że w tym przypadku możliwy jest tylko przeładunek pionowy.